# Sibbosjön
Sibbosjön är en sjö i Nora kommun i Västmanland och ingår i Norrströms huvudavrinningsområde. Sjön har en area på 0,17 kvadratkilometer och ligger 211,3 meter över havet.

## Delavrinningsområde
Sibbosjön ingår i det delavrinningsområde (659121-144846) som SMHI kallar för Mynnar i Hagbyån. Medelhöjden är 209 meter över havet och ytan är 52,36 kvadratkilometer. Det finns inga avrinningsområden uppströms utan avrinningsområdet är högsta punkten. Mogruvbäcken som avvattnar avrinningsområdet har biflödesordning 5, vilket innebär att vattnet flödar genom totalt 5 vattendrag innan det når havet efter 237 kilometer. Avrinningsområdet består mestadels av skog (86 procent). Avrinningsområdet har 2,01 kvadratkilometer vattenytor vilket ger det en sjöprocent på 3,8 procent.